# 한국뇌과학연구원
한국뇌과학연구원(구 한국인체과학연구원)은 뇌에 대한 연구를 통해 뇌의 진정한 의미를 이해하고, 뇌가 가진 본래의 기능을 밝히고 회복하여, 인간의 두뇌의 무한한 가능성을 활용하도록 감각, 인지, 사고, 기억, 학습 등 뇌의 다양한 기능과 현상을 연구할 목적으로 1990년 한국인체과학연구원으로 설립되었다. 1999년 대한민국 과학기술부 소관의 재단법인으로 등록되었으며, 2002년 현재의 명칭으로 변경되었다. 사무실은 서울특별시 강남구 신사동 613-5 캐럴라인타워 8층에 있다.